# Karl von Luz
Karl von Luz (Altensteig, 3 de agosto de 1824 – Estugarda, 6 de novembro de 1899) foi um político e funcionário público do Reino de Württemberg. Serviu como membro da Câmara dos Deputados, a câmara baixa do Parlamento do Reino de Württemberg, de 1876 a 1877 e de 1880 até sua morte. Em 1887, foi nomeado presidente do distrito (Regierungspräsident) e, portanto, chefe de uma das autoridades governamentais regionais do reino.
Recebeu a Cruz de Cavaleiro de Primeira Classe da Ordem da Coroa, que lhe conferiu enobrecimento pessoal, em 1880, e foi promovido a Comandante da mesma ordem em 1889. Também recebeu várias outras ordens de mérito e se tornou cidadão honorário de Altensteig e Reutlingen em 1896.
Sua filha Helene era mãe do marechal de campo Erwin Rommel.